# Органический светодиод

Схема устройства OLED.
1 – Металлический катод;
2 – пленка красителя: инжекция электронов;
3 – эмитирующий экситоны слой;
4 – инжекция дырок;
5 – прозрачный анод;
6 – подложка.

Органический светодиод (англ. organic light-emitting diode, сокр. OLED) — полупроводниковый прибор, изготовленный из органических соединений, эффективно излучающих свет при прохождении через них электрического тока.
Основное применение OLED-технология находит при создании устройств отображения информации (дисплеев).

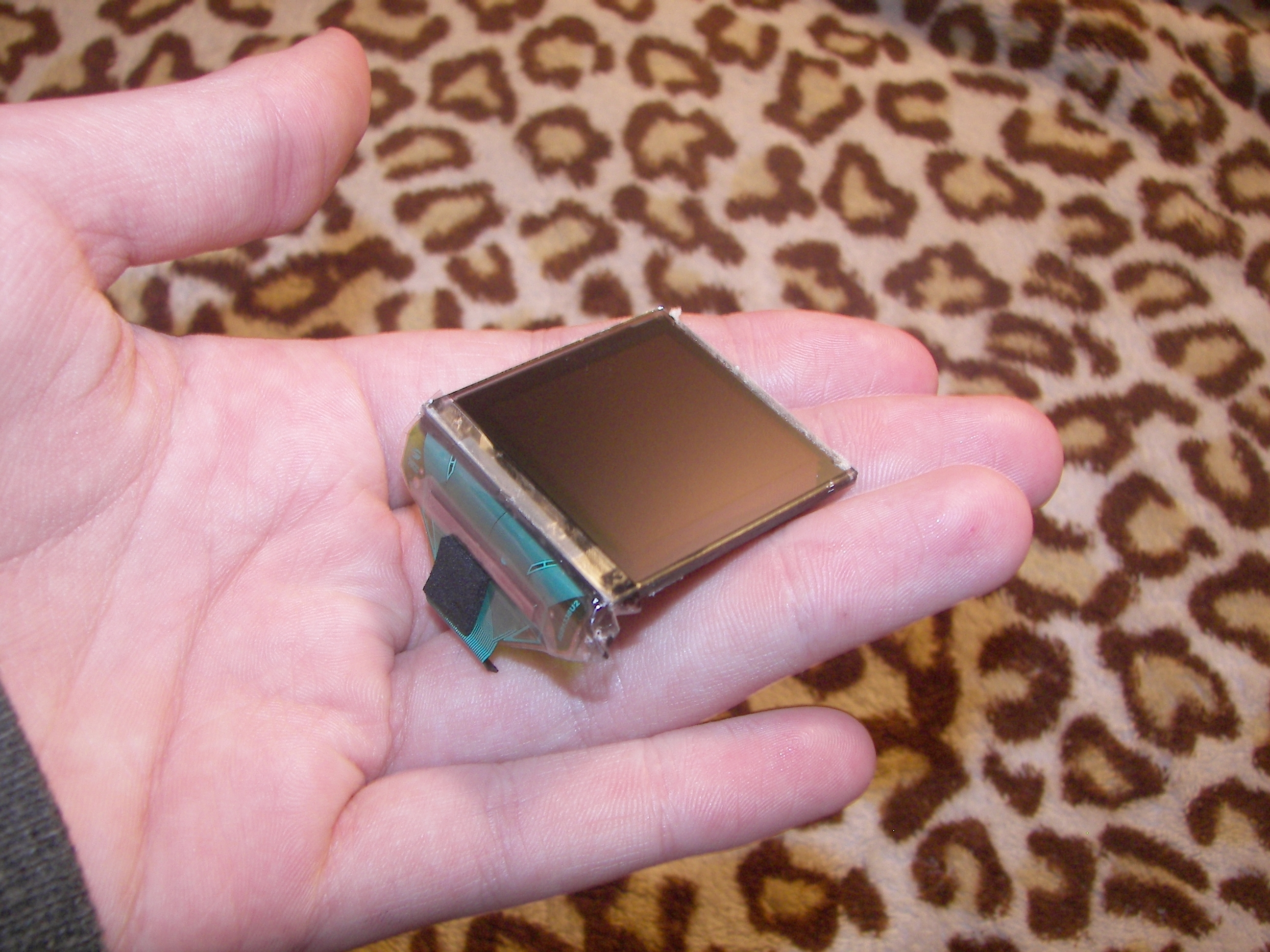
1,5-дюймовый (3,81 сантиметра) OLED-дисплей медиаплеера Creative ZEN V

## Принцип действия
Для создания органических светодиодов (OLED) используются тонкоплёночные многослойные структуры, состоящие из слоев нескольких полимеров. При подаче на анод положительного относительно катода напряжения поток электронов протекает через прибор от катода к аноду. Таким образом, катод отдаёт электроны в эмиссионный слой, а анод забирает электроны из проводящего слоя или, другими словами, анод отдаёт дырки в проводящий слой. Эмиссионный слой получает отрицательный заряд, а проводящий слой — положительный. Под действием электростатических сил электроны и дырки движутся навстречу друг к другу и при встрече рекомбинируют. Это происходит ближе к катоду, потому что в органических полупроводниках дырки обладают большей подвижностью, чем электроны. При рекомбинации электрон теряет энергию, что сопровождается излучением (эмиссией) фотонов в области видимого света. Поэтому слой и называется эмиссионным.

Схема 2-слойной OLED-панели: 1. Катод (−), 2. Эмиссионный слой, 3. Испускаемое излучение, 4. Проводящий слой, 5. Анод (+)

Прибор не работает при подаче на анод отрицательного относительно катода напряжения. В этом случае дырки движутся к аноду, а электроны — в противоположном направлении к катоду, и рекомбинации дырок и электронов не происходит.

## Материалы и технологии
OLED-материалы делятся на микромолекулярные («small molecule» OLED), полимеры (Polymer Light Emitting Diodes — PLED) и гибриды первых двух видов. Основная разница в производстве светодиодов — в способе нанесения светоизлучающих кристаллов на подложку. SM-OLED изготавливаются методом вакуумного напыления, PLED — струйной печатью (более простая и дешёвая технология). В конце 1990-х годов Universal Display Corporation (UDC) разработала фосфоресцирующие органические светодиоды, в которых слои дырок и электронов выполнены на основе растворимого в полимере фосфоресцирующего низкомолекулярного материала. Применение PHOLED диодов увеличивает яркость панелей в четыре раза по сравнению с традиционными OLED.
В качестве материала анода обычно используется оксид индия, легированный оловом. Он прозрачен для видимого света и имеет высокую работу выхода, которая способствует инжекции дырок в полимерный слой. Катод часто изготовляют из металлов, таких как алюминий и кальций, так как они обладают низкой работой выхода, способствуя инжекции электронов в полимерный слой.

## История
Французский учёный Андрэ Бернаноз (фр. André Bernanose) и его сотрудники открыли электролюминесценцию в органических материалах в начале 1950-х, прикладывая переменный ток высокого напряжения к прозрачным тонким плёнкам красителя акридинового оранжевого и хинакрина. В 1960 году исследователи из компании Dow Chemical разрабатывали управляемые переменным током электролюминесцентные ячейки, используя легированный антрацен.
Низкая электрическая проводимость таких материалов ограничивала развитие технологии до тех пор, пока не стали доступными более современные органические материалы, такие как полиацетилен и полипиррол. В 1963 году в ряде статей учёные сообщили о том, что они наблюдали высокую проводимость в допированном йодом полипирроле. Они достигли проводимости 1 См/см. Это открытие было «потеряно». И только в 1974 году исследовали свойства бистабильного выключателя на основе меланина с высокой проводимостью во «включенном» состоянии. Этот материал испускал вспышку света во время включения.
В 1977 году другая группа исследователей сообщила о высокой проводимости в подобно окисленном и легированном йодом полиацетилене. В 2000 году Алан Хигер, Алан Макдиармид и Хидэки Сиракава получили Нобелевскую премию по химии за «открытие и исследование проводящих органических полимеров». Ссылок на более ранние открытия не было.
Первое диодное устройство на основе микромолекул было создано в 1980-х в компании Eastman Kodak Дэн Цинъюнем и Стивеном ван Слайком (англ. Steven Van Slyke) (сейчас технический директор компании Kateeva). За изобретение OLED в 2014 году ученые вошли в шорт-лист лауреатов Нобелевской премии 2014 по химии. В феврале 1999 года корпорации Sanyo Electric и Eastman-Kodak образовали альянс для разработки и продвижения на рынке OLED-дисплеев.
Первый светоизлучающий полимер — полифениленвинилен (англ. Poly(p-phenylene vinylene)) — синтезировали в Кавендишской лаборатории Кембриджского университета в 1989 году. В 1990 году в журнале Nature появилась статья учёных, в которой сообщалось о полимере с зелёной светимостью и «очень высоким КПД». В 1992 году была образована компания Cambridge Display Technolodgy (CDT) по производству полимерных светоизлучающих материалов. С этого времени начали параллельно развиваться два направления производства светодиодов: на основе микромолекул (sm-OLED) и полимеров (P-OLED).
В России первый патент на OLED выдан в 1995 году Научно-исследовательский институт физических проблем.
Недавно[когда?] был разработан гибридный светоиспускающий слой, в котором используются непроводящие полимеры с примесью светоиспускающих проводящих молекул. Использование полимера даёт преимущества в механических свойствах без ухудшения оптических свойств. Светоиспускающие молекулы имеют ту же долговечность, как и в первоначальном полимере.

### Технологические события
Разработки Samsung и LG Electronics
- Летом 2009 южнокорейская компания LG сообщила о планах по началу коммерческого производства и продаж первого массового 15-дюймового телевизора, созданного по технологии органических светоизлучающих диодов. LG стала первым в мире производителем, освоившим технологию OLED для массового производства[9][10].
- На выставке CES 2012 Samsung и LG представили телевизоры OLED с диагональю 55 дюймов толщиной 7,6 мм и 4 мм, соответственно[11]. Samsung испытывала технологические проблемы при производстве OLED-матриц — высокий уровень брака не позволил сразу выйти на рынок с массовым производством телевизоров по разумным ценам[12][13].

LG за счёт более доступной технологии четырёхцветного пикселя WRGB смогла раньше представить более широкий и доступный ассортимент OLED TV.
- На выставке IFA 2013 LG анонсировала первый в мире 4K OLED-телевизор с диагональю 77 дюймов[14].
- На выставке CES 2013 Samsung представила 4,99-дюймовый Super AMOLED дисплей с разрешением 1080 p[15] и смартфон Samsung Galaxy S IV с гибким OLED-дисплеем[16]. Во второй половине 2014 года Samsung Display начала производство гибких панелей AMOLED.

Разработки Sony

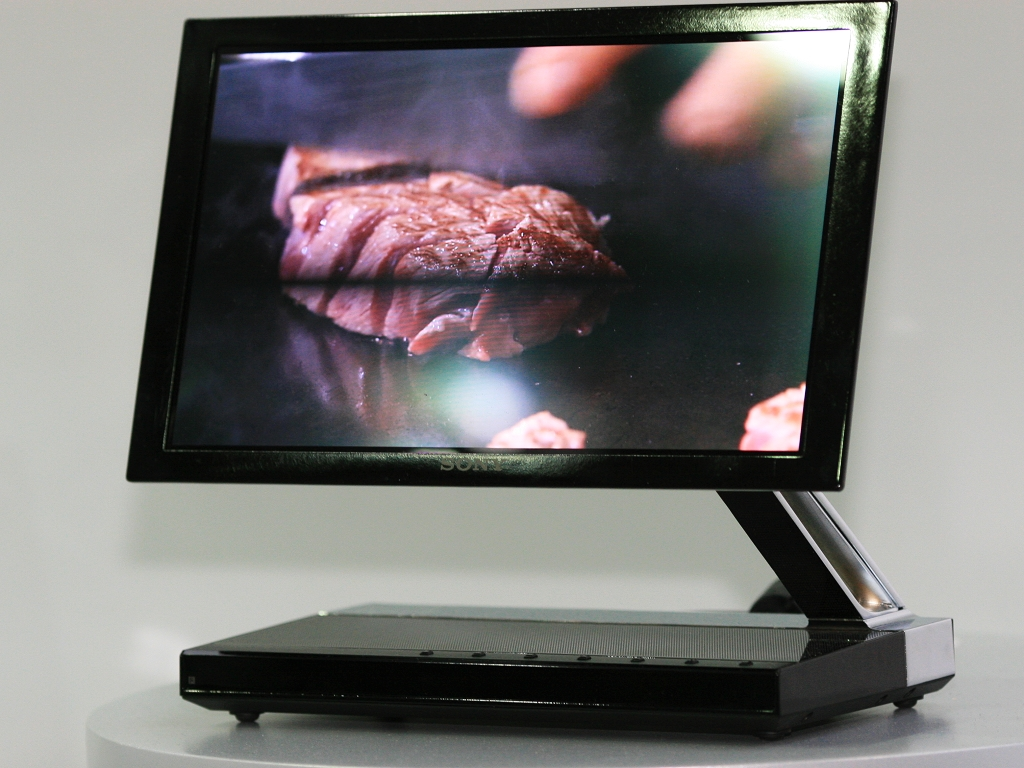
Sony XEL-1 (вид спереди)

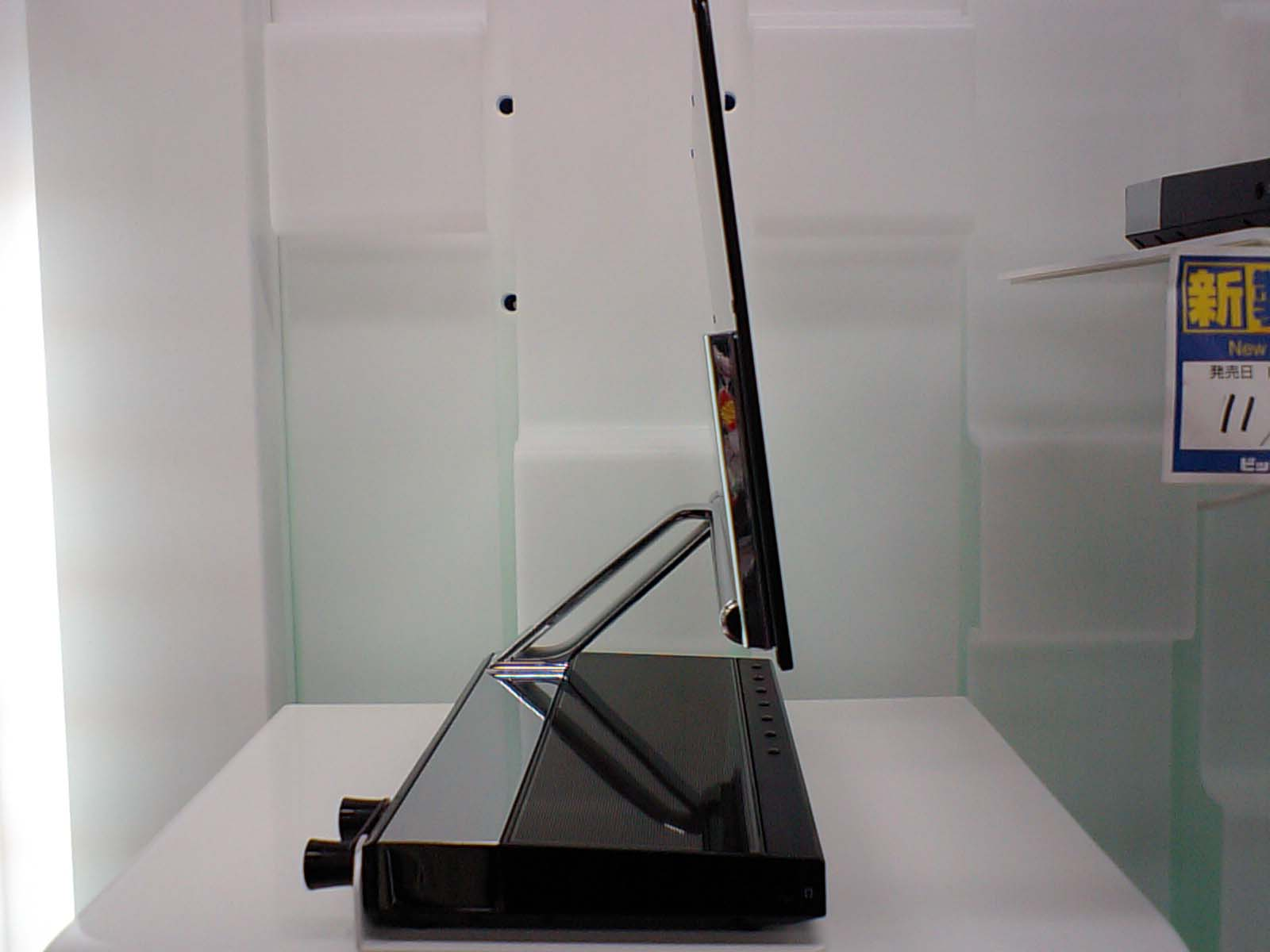
Sony XEL-1 (вид сбоку)

- На CES 2007 в Лас-Вегасе Sony представила 11-дюймовую (28 см, разрешение 960×540) и 27-дюймовую (68,5 см, разрешение HD в 1920×1080) модели, с контрастностью «миллион к одному» и полной толщиной 5 мм. Sony выпустила коммерческую версию этих мониторов (XEL-1) в Японии в декабре 2007 года.
- 25 мая 2007 Sony представила 2,5-дюймовый (6,3 см) гибкий экран FOLED толщиной 0,3 миллиметра. Было продемонстрировано видео на согнутом экране.
- 16 апреля 2008 Sony представила дисплей OLED толщиной 0,2 миллиметра и шириной 3,5-дюйма (9 см) с разрешением 320x200 пикселей и 11-дюймовый экран толщиной 0,3 мм с разрешением 960x540 пикселей.
- В 2014 Sony заморозила производство и разработку собственных OLED-матриц, направив усилия на более коммерчески успешные 4K ULTRA HD LCD телевизоры[17].
- В 2017 году Sony представила линейку OLED-телевизоров с диагональю экрана 55, 65 и 77 дюймов, использующих матрицы производства LG. У флагманской модели Sony Bravia A1 дисплей с диагональю 55 дюймов содержит более 8 миллионов самосветящихся органических светодиодов[18].

Другие компании
Серия автомагнитол Pioneer с монохромным OLED-дисплеем появилась в продаже в 1999 г., например, Pioneer KEH-P8800R.
Телефон Samsung X120 — первый телефон с OLED-экраном, 2004 г.
Смартфон Nokia N85, анонсированный в августе 2008 года и поступивший в продажу в октябре 2008 года — первый смартфон от финской компании с AM-OLED дисплеем.
11 марта 2008 года GE Global Research продемонстрировала первый OLED, изготовленный в виде рулона.
Chi Mei EL Corp of Tainan (Корпорация Тайнаня) продемонстрировала на конференции в Лос-Анджелесе (20-22 мая 2008 года) 25-дюймовые низкотемпературные прозрачные кремниевые OLED.
Epson в 2004 году выпустила 40-дюймовый дисплей.
Летом 2017 года специалистам корейского института передовых технологий KAIST удалось разработать дисплеи на органических диодах, которые вплетаются в ткань.

## Применение
Дисплеи на органических светодиодах встраиваются в: 
смартфоны (например, Samsung Galaxy (Note 8, J5, S9), OnePlus 5T, Google Pixel 2 и др.), планшеты, электронные книги, цифровые фотоаппараты, автомобильные бортовые компьютеры, выпускаются небольшие OLED-дисплеи для цифровых индикаторов лицевых панелей автомагнитол, карманных цифровых аудиопроигрывателей, умных часов, фитнес-браслетов (XIAOMI Mi Band, Fitbit Charge 2, Garmin Vivosport).
Потребность в преимуществах, демонстрируемых органическими дисплеями, с каждым годом растёт. Этот факт позволяет заключить, что в скором времени дисплеи, произведённые по OLED-технологиям, с высокой вероятностью станут доминантными на рынке электроники.
OLED-телевизоры (см. телевизор).
В настоящее время OLED-технология применяется во многих узкоспециализированных разработках, например, для создания приборов ночного видения.
OLED может использоваться в голографии с высокой разрешающей способностью (volumetric display). 12 мая 2007 года на ЭКСПО-Лиссабон было представлено трёхмерное видео (потенциальное применение этих материалов).
Органические светодиоды используются как источники света. OLED находят применение как источники общего освещения (в ЕС — проект OLLA).

## Преимущества и недостаткиOLED-дисплеев

### Преимущества
- Яркость: OLED-дисплеи обеспечивают яркость излучения от нескольких кд/м² (для ночной работы) до очень высоких яркостей — свыше 100 000 кд/м². Причём их яркость регулируется в очень широком динамическом диапазоне. Так как срок службы дисплея обратно пропорционален его яркости, для приборов рекомендуется работа при низких уровнях яркости — до 1 000 кд/м²;
- Контрастность: OLED-дисплеи обладают бесконечной контрастностью 2 000 000:1[21] и даже больше;
- Энергопотребление: Сложно сравнивать что-либо по энергопотреблению с ЖК, так как жидкокристаллическая ячейка в рабочем режиме требует крайне малой величины тока. Однако вспомогательные средства, обеспечивающие её работу (аппаратные драйверы, подсветка), могут потреблять весьма много или, наоборот, очень мало, — определяется эксплуатацией, для которой предназначен тот или иной ЖК-дисплей. У OLED-дисплеев энергопотребление прямо пропорционально яркости и площади свечения. То есть зависит от яркости каждого отдельного пикселя в текущий момент.

В сравнении c плазменными дисплеями:
- меньшие габариты и вес;
- сравнительно низкое энергопотребление при той же яркости изображения;
- возможность создания гибких экранов;
- возможность создания экранов с бо́льшим разрешением к размеру.

В сравнении c жидкокристаллическими дисплеями:
- меньшие габариты и вес;

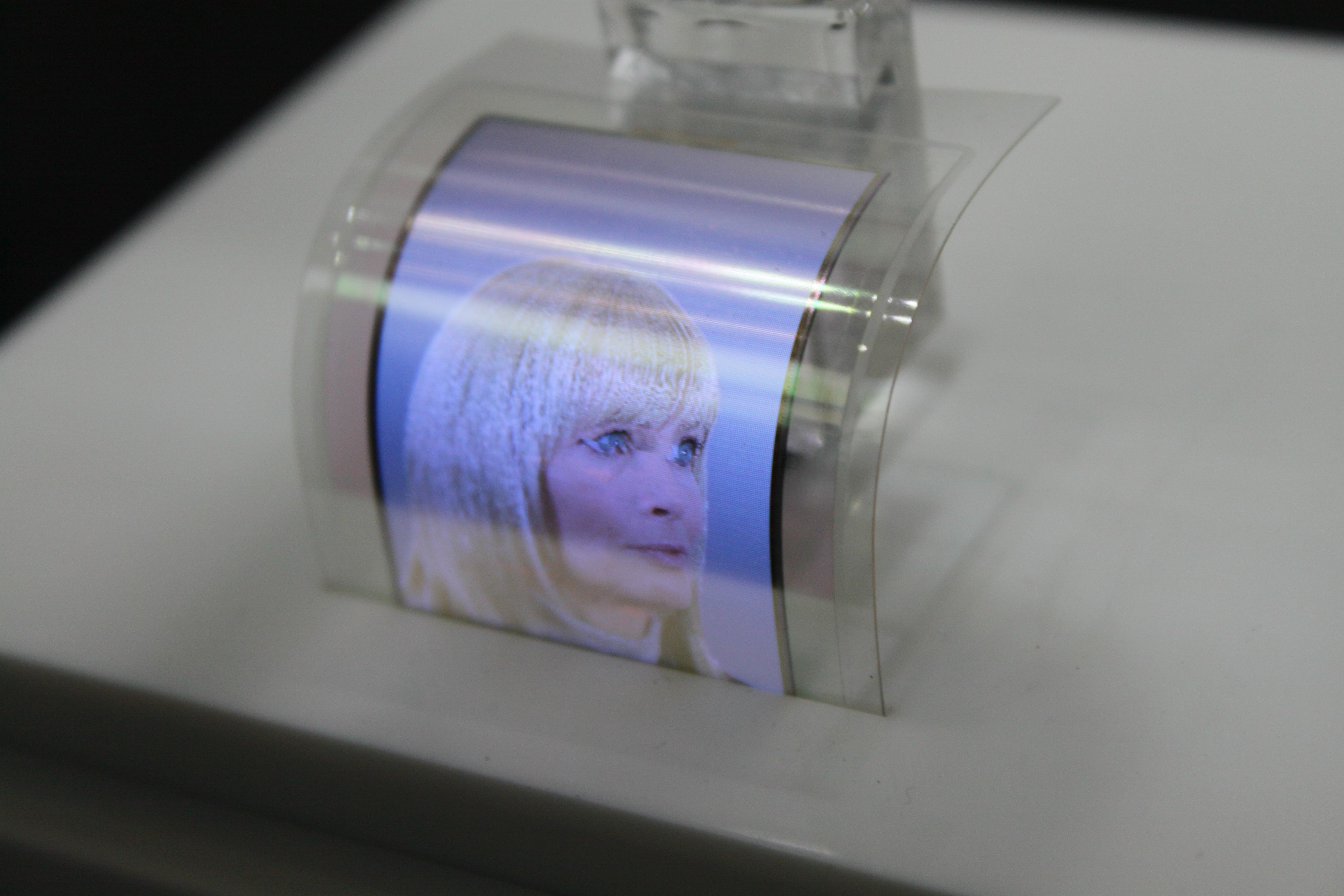
OLED-дисплей Samstag, 2011

- отсутствие необходимости в подсветке;
- большие углы обзора — изображение видно без потери качества с любого угла;
- мгновенный отклик (на несколько порядков быстрее, чем у ЖК) — по сути, полное отсутствие инерционности;
- высокая контрастность;
- возможность создания гибких экранов;
- большой диапазон рабочих температур (от −40 до +70 °C[23])[1].

### Недостатки
- малый срок службы диодов синего свечения[24];
- как следствие первого, невозможность создания долговечных полноценных TrueColor-дисплеев;
- искажение текста: из-за особенностей субпиксельной структуры (в обычных ЖК-дисплеях субпиксели идут по порядку — сначала красный, далее зелёный, а затем синий (RGB), но у многих OLED-экранов структуры отличаются: BGR, RBG или даже RGBW (Красный, Зеленый, Синий, Белый)) текст на экране становится нечетким, не таким резким, как на ЖК-панелях — символы имеют радужные края, похожие на нежелательные аберрации на фотографиях (но на медиаконтенте это не сказывается).
- невысокая яркость: для ЖКИ-матриц яркость обычно составляет около 400 нит, а максимальная — примерно 800 нит, при этом экраны OLED достигают уже 1600 и больше нит[25][26].
- применение ШИМ (широтно-импульсной модуляции, необходимой для регулирования яркости экрана) — это один из серьезных минусов OLED. Для OLED нельзя просто уменьшить напряжение на субпиксели матрицы, чтобы понизить яркость, потому что это ухудшает качество изображения, поэтому используется ШИМ[27]. Единственный способ справиться с ШИМ — повышать яркость: чем она выше, тем меньше мигание.[28]
- дисплеи OLED очень чувствительны к воздействию влаги[29].
- неотработанность и, как следствие, дороговизна технологии по созданию больших и даже средних OLED-матриц;

Можно считать это временными трудностями становления новой технологии — «детскими болезнями», — поскольку разрабатываются новые долговечные люминофоры. Также растут мощности по производству матриц.

## Производители и рынок продаж
Рынок OLED-дисплеев медленно, но уверенно растёт. Основные производители: Samsung (27 %), Pioneer (20 %), RiTdisplay (18 %), LG Display (18 %).
На сегодня коммерческие OLED-телевизоры на мировом рынке выпускаются компаниями LG (первой начала продажи в Корее в феврале 2013 года, летом в США и Европе), Sony, Panasonic (с 2015 года), Toshiba, а также альянс компаний Matsushita Electric Industrial, Canon и Hitachi.
Ниже представлены самые известные производители матриц:
- AU Optronics[англ.] — краткое обозначение «B» например B101AW03, B156XW02, B173RW01
- Chi Mei Optoelectronics[англ.] — краткое обозначение «N» например N101L06-L02 Rev.C2, N156B6-L06 Rev.C1,
- Chunghwa Picture Tubes — краткое обозначение «CLAA» например CLAA101NB03A,CLAA154WA05 V.1, CLAA156WB11
- HannStar — краткое обозначение «HSD» например HSD089IFW1-A00, HSD101PFW2, HSD121PHW1
- Hitachi — краткое обозначение «TX» например TX39D80VC1GAA, TX39D99VC1FAA, TX36D97VC1CAA 14.1"
- Hosiden — краткое обозначение «HLD» например HLD1505-010120
- Hyundai-BOEhydis — краткое обозначение «HT» например HT15X34-110
- IDTech — краткое обозначение «ITX» например ITXG71D
- Innolux — краткое обозначение «BT» например BT101IW03 V1, BT140GW01 V.2, BT156GW01 V.1
- LG Philips — краткое обозначение «LP» например LP101WSA (TL)(B1), LP156WH2 (TL)(Q1), LP173WD1 (TL)(A1),
- NEC — краткое обозначение «NL» например NL10276AC28-01A
- Quanta Display[англ.] — краткое обозначение «QD» например QD12TL02 REV01, QD14TL01 REV.03, QD15TL02 Rev.01
- Samsung — краткое обозначение «LTN» например LTN101NT02-101, LTN156AT02, LTN173KT01
- Sanyo-Torisan — краткое обозначение «TM» например TM150XG-22L04B
- Sanyo-Torisan — LG mobile price in Pakistan Архивная копия от 13 мая 2019 на Wayback Machine
- Toshiba Matsushita — краткое обозначение «LTD» например LTD121EXVV, LTD133EWMZ, LTD133EE10000
- Unipac — краткое обозначение «UB» например UB141X01-2

## Перспективы развития
Ожидается, что на смену OLED-дисплеям могут прийти более эффективные и экономичные дисплеи TMOS (Time-Multiplexed Optical Shutter, «оптический затвор с временным мультиплексированием») — технология, которая использует инерционность сетчатки человеческого глаза.
Также идут разработки O-TFT (Organic TFT) — технологии органических транзисторов.
Основные направления исследований и разработок
Основные направления исследований разработчиков OLED-панелей, где на сегодняшний день есть реальные результаты:

### Passive/Active Matrix (AMOLED)
главная: Активная матрица на органических светодиодах (Active-Matrix OLED, AMOLED)
Каждый пиксель цветного OLED-дисплея формируется из трёх составляющих — органических ячеек, отвечающих за синий, зелёный и красный цвета.
В основе OLED — пассивные и активные матрицы управления ячейками.
Пассивная матрица представляет собой массив анодов, расположенных строками, и катодов, расположенных столбцами, каждое пересечение является OLED-диодом. Чтобы подать заряд на определённый органический диод, необходимо выбрать нужный номер катода и анода, на пересечении которых находится целевой пиксель, и пустить ток. Чем большее подано напряжение, тем ярче будет светимость пиксела. Используется в монохромных экранах с диагональю 2—3 дюйма (дисплеи сотовых телефонов, электронных часов, различные информационные экраны техники).
Активная матрица: как и в случае LCD-мониторов, для управления каждой ячейкой OLED используются транзисторы, запоминающие необходимую для поддержания светимости пикселя информацию. Управляющий сигнал подается на конкретный транзистор, благодаря чему ячейки обновляются достаточно быстро. Используется технология TFT (Thin Film Transistor) — тонкоплёночного транзистора. Создается массив транзисторов в виде матрицы, который накладывается на подложку прямо под органический слой дисплея. Слой TFT формируется из поликристального или аморфного кремния.

### PHOLED
PHOLED (Phosphorescent OLED) — технология, являющаяся достижением Universal Display Corporation (UDC) совместно с Принстонским университетом и университетом Южной Калифорнии. Как и все OLED, PHOLED функционируют следующим образом: электрический ток подводится к органическим молекулам, которые испускают яркий свет. Однако, PHOLED используют принцип электрофосфоресценции, чтобы преобразовать около 100 % электрической энергии в свет. К примеру, традиционные флуоресцентные OLED преобразовывают в свет приблизительно 25—30 % электрической энергии.
Из-за их чрезвычайно высокого уровня эффективности энергии, даже по сравнению с другим OLED, PHOLED изучаются для потенциального использования в больших дисплеях типа телевизионных мониторов или экранов для потребностей освещения. Потенциальное использование PHOLED для освещения: можно покрыть стены гигантскими PHOLED-дисплеями. Это позволило бы всем комнатам освещаться равномерно, вместо использования лампочек, которые распределяют свет неравномерно по комнате. Или мониторы-стены или окна — удобно для организаций или любителей поэкспериментировать с интерьером.
Также к преимуществам PHOLED-дисплеев можно отнести яркие, насыщенные цвета, а также достаточно долгий срок службы[какой?].

### TOLED
TOLED (Transparent and Top-emitting OLED) — технология, позволяющая создавать прозрачные (Transparent) дисплеи, а также достигнуть более высокого уровня контрастности.
Прозрачные TOLED-дисплеи: направление излучения света может быть только вверх, только вниз или в оба направления (прозрачный). TOLED может существенно улучшить контраст, что улучшает читаемость дисплея при ярком солнечном свете.
Так как TOLED на 70 % прозрачны при выключении, то их можно крепить прямо на лобовое стекло автомобиля, на витрины магазинов или для установки в шлеме виртуальной реальности. Также прозрачность TOLED позволяет использовать их с металлом, фольгой, кремниевым кристаллом и другими непрозрачными подложками для дисплеев с отображением вперед (могут использоваться в будущих динамических кредитных картах). Прозрачность экрана достигается при использовании прозрачных органических элементов и материалов для изготовления электродов.
За счёт использования поглотителя с низким коэффициентом отражения для подложки TOLED-дисплея контрастное отношение может на порядок превзойти ЖКИ (мобильные телефоны и кабины военных самолётов-истребителей).
По технологии TOLED также можно изготавливать многослойные устройства (например, SOLED) и гибридные матрицы (Двунаправленные TOLED TOLED делают возможным удвоить отображаемую область при том же размере экрана — для устройств, у которых желаемый объём выводимой информации шире, чем существующий).

### SOLED
Stacked OLED — технология экрана от UDC (сложенные OLED). SOLED используют следующую архитектуру: изображение подпикселей складывается (красные, синие и зелёные элементы в каждом пикселе) вертикально вместо того, чтобы располагаться рядом, как это происходит в ЖК-дисплее или электронно-лучевой трубке.
В SOLED каждым элементом подпикселя можно управлять независимо. Цвет пикселя может быть отрегулирован при изменении тока, проходящего через три цветных элемента (в нецветных дисплеях используется модуляция ширины импульса). Яркостью управляют, меняя силу тока.
Преимущества SOLED: высокая плотность заполнения дисплея органическими ячейками, посредством чего достигается хорошее разрешение, а значит, высококачественная картинка.

### Гибкий дисплей (FOLED)
Гибкие дисплеи (Flexible OLED, FOLED) для гибких смартфонов (Samsung Galaxy Fold, Escobar Fold и др.).
Главная особенность — гибкость дисплея. Используется пластик или гибкая металлическая пластина в качестве подложки с одной стороны, и OLED-ячейки в герметичной тонкой защитной плёнке — с другой. 
Преимущества FOLED: ультратонкость дисплея, сверхнизкий вес, прочность, долговечность и гибкость, которая позволяет применять OLED-панели в самых неожиданных местах.
Также, как вариант, изогнутый дисплей (смартфона (напр., Samsung Galaxy S6/S7 Edge) или телевизора) — использована толстая пленка (толщина чуть более 1 мм), внутри которой находятся органические светодиоды (с обратной стороны матрицы, под слоем медной фольги расположен амортизирующий слой).
У этих устройств есть недостатки:считается что они хрупкие и ненадежные (хотя многие претензии к современным гибким экраном в плане их устойчивости к царапинам, не совсем корректны), большинство складывающихся смартфонов-книжек толще и тяжелее обычных смартфонов (это связанно с особенность конструкции), они не имеют пылевлагозащиты, ранее  камеры складывающихся немного уступали классическим флагманам. Также, в складные смартфоны не ставят топовые процессоры, у них небольшое время автономной работы и нет беспроводной зарядки. Программное обеспечение плохо оптимизировано для складных смартфонов. При этом, они весьма дороги (низкое соотношение цена/качество).
Толщина Honor Magic V2 (модель 2024 г.) была доведена в сложенном виде до 9,9 мм (в разложенном 4,7 мм), а вес снижен до 231 грамма.
25 мая 2007 Sony представила 2,5-дюймовый (6,3 см) гибкий экран FOLED толщиной 0,3 миллиметра. Было продемонстрировано видео на согнутом экране.
На выставке CES 2013 Samsung представила 4,99-дюймовый Super AMOLED дисплей с разрешением 1080 p и смартфон Samsung Galaxy S IV с гибким OLED-дисплеем. Во второй половине 2014 года Samsung Display начала производство гибких панелей AMOLED.
Первый смартфон с гибким экраном (выпущен в 2019 году) — китайский Royole FlexPai.

### Tandem OLED
В 2019 году LG Display разрабатывает технологию Tandem OLED, представляющую собой метод наложения двух OLED-слоёв. По сравнению со стандартным OLED яркость Tandem OLED выше втрое, а срок службы — продолжительнее вдвое. Кроме того, Tandem OLED на 40 % тоньше и на 28 % легче. Tandem OLED применяется в новом iPad Pro, где он обеспечивает пиковую яркость 1600 нит. В августе 2025 года LG представила первую в мире 27-дюймовую OLED-панель с разрешением 1440p и частотой 540 Гц (в 720p частота 720 Гц).